# Josef Laštovka
Josef Laštovka (* 20. února 1982, Benešov) je bývalý český fotbalista, pravý obránce. Pravonohý fotbalista, mezi jeho přednosti patří zrychlení. Má výbornou techniku, herní přehled a kopací techniku.

## Fotbalová kariéra
Odchovanec FK Soběhrdy. V české lize hrál za FK Jablonec a SK Dynamo České Budějovice. Nastoupil ve 149 ligových utkáních a dal 3 góly. Dále hrál i za SpVgg Greuther Fürth, SV Wacker Burghausen, FC DAC 1904 Dunajská Streda, Torgelower SV Greif a FK Bohemians Praha.

## Ligová bilance
| Ročník                 | Zápasy | Góly | Klub                       |
| ---------------------- | ------ | ---- | -------------------------- |
| Gambrinus liga 1999/00 | 4      | 0    | FK Jablonec                |
| Gambrinus liga 2000/01 | 25     | 0    | FK Jablonec                |
| Gambrinus liga 2001/02 | 18     | 2    | FK Jablonec                |
| Gambrinus liga 2002/03 | 22     | 0    | FK Jablonec                |
| Gambrinus liga 2003/04 | 21     | 0    | FK Jablonec                |
| Gambrinus liga 2004/05 | 29     | 1    | FK Jablonec                |
| Gambrinus liga 2009/10 | 8      | 0    | SK Dynamo České Budějovice |
| Gambrinus liga 2010/11 | 26     | 0    | SK Dynamo České Budějovice |
| CELKEM česká 1. liga   | 149    | 3    |                            |